# Имбриани, Маттео Ренато
Маттео Ренато Имбриани (итал. Matteo Renato Imbriani; 28 ноября 1843, Неаполь — 13 сентября 1901) — итальянский журналист и политик.

## Биография
Маттео Ренато Имбриани родился 28 ноября 1843 года в городе Неаполе. 
На рубеже 1850—60-х годов участвовал в вооружённых отрядах Джузеппе Гарибальди.
В 1878 основал с Бовио и другими ирреденту и стал издавать газету «L’Italia degli Italiani». В ответ на «Italicae Res» Гаймерле, он опубликовал, в сотрудничестве с Бовио и генералом Мецакаппо, книгу «Pro patria». Под тем же названием он издавал 1881—1884 газету в Неаполе, главной задачей которой была борьба против Австрии. 
С 1889 года Имбриани был членом Палаты депутатов от партии «Крайне левая».
Маттео Ренато Имбриани умер 13 сентября 1901 года в Сан-Мартино-Валле-Каудина.